# Czarkowo (Kościan)
Czarkowo – część miasta Kościana, położona na południowy zachód od kościańskiej starówki, w rejonie ulicy Zawadzkiego. Od południa graniczy ze wsią Czarkowo. 
Do 1954 była to część wsi Czarkowo, którą związku z reformą administracyjną kraju jesienią 1954 włączono do Kościana.